# Dschalal Talabani

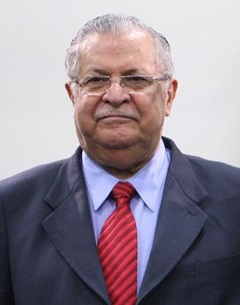
Dschalal Talabani (2010)

Dschalal Talabani (arabisch جلال طلباني, DMG Ǧalāl Ṭalabānī, kurdisch جه‌لال تاڵه‌بانی Celal Talebanî; * November 1933 in Kelkan, Irak; † 3. Oktober 2017 in Berlin, Deutschland) war ein irakischer Politiker. Er war von 2005 bis 2014 Staatspräsident des Irak und Vorsitzender der Patriotischen Union Kurdistans (PUK) im Irak, neben der Demokratischen Partei Kurdistans (KDP) eine der beiden großen Parteien im kurdischen Teil des Irak. Er war der erste Präsident des Iraks, der nicht arabischer Herkunft war. Unter den Kurden im Irak war er als Mam Jalal („Onkel Jalal“ auf Kurdisch) bekannt.
Nach dem Irakkrieg und dem Sturz Saddam Husseins war er Mitglied des Irakischen Regierungsrats, der sich am 1. Juni 2004 auflöste. Bei den Wahlen am 30. Januar 2005 erhielt die Demokratische Patriotische Allianz Kurdistans, der sich die PUK angeschlossen hatte, 25,7 % der Stimmen und sicherte sich damit 71 Sitze im Irakischen Parlament. In der neuen irakischen Regierung stellte die Patriotische Union Kurdistans fünf von insgesamt 32 Ministern, die Demokratische Patriotische Allianz Kurdistans insgesamt stellte acht Minister.
Talabanis Vizepräsidenten waren der Sunnit Tarek al-Haschemi und der Schiit Khodair al-Khozaei.

## Leben und politische Laufbahn
Talabani entstammt einer Familie von Qādirīya-Scheichs aus Koya, die in der Region großen Einfluss hatte; sein politischer Aufstieg wird neben seinen persönlichen Qualitäten auch auf den Einfluss seiner Familie zurückgeführt. Bereits in den 1950er Jahren engagierte sich Talabani in der kurdischen Politik. Er war früh Mitglied der KDP sowie Führer der Studentenorganisation der KDP. Talabani studierte an der Universität Bagdad Rechtswissenschaften. Nach dem erfolgreichen Abschluss des Studiums 1959 wurde er zum Militärdienst bei den Irakischen Streitkräfte berufen. 1961 beteiligte sich Dschalal Talabani an einer kurdischen Revolte gegen die Regierung von Abd al-Karim Qasim. Wegen Unstimmigkeiten mit dem KDP-Vorsitzenden Mustafa Barzani verließ Talabani die Partei und trat 1965 einer Splittergruppe der KDP bei. 1966 verbündete sich diese Gruppierung mit der Zentralregierung in Bagdad, um mit militärischen Mitteln gegen die KDP vorzugehen. Im Kabinett Saddam Husseins hoffte er auf das Amt des Vizepräsidenten, das er dann aber doch seinem Stellvertreter Taha Muhi ad-Din Maʿruf überließ, weil er Angst hatte, in Bagdad von seiner kurdischen Bevölkerung getrennt zu sein. Im Jahr 1975 gründete Talabani, zusammen mit anderen kurdischen Politikern, in West-Berlin die PUK.
Während Maʿruf bis 2003 tatsächlich Vizepräsident blieb, verbündete sich Talabani zunächst mit der Islamischen Republik Iran und den syrischen Baathisten gegen deren irakische Konkurrenten. Nachdem der irakischen Zentralregierung zugeschriebenen Einsatz von chemischen Waffen gegen die kurdische Bevölkerung im Norden des Irak 1988 floh Talabani aus dem Nordirak und erbat Asyl in Iran. 1991 beteiligte er sich an einem erneuten Aufstand gegen Bagdad und kämpfte mit Barzanis Sohn Masud Barzani einen jahrelangen Bürgerkrieg im kurdischen Teil des Irak.
Sein Cousin war Ghazi Talabani, der bei einem Attentat im Juni 2004 getötet wurde.
Talabani wurde am 6. April 2005 vom irakischen Parlament mit 227 Stimmen zum Staatspräsidenten des Landes gewählt. In der Nationalversammlung saßen 275 Abgeordnete. Das Parlament wählte den Schiiten und ehemaligen Finanzminister Adil Abd al-Mahdi und den sunnitischen Übergangspräsidenten Ghazi al-Yawar zu Stellvertretern des Präsidenten.

## Wechselnde Bündnispartner
Zunächst hatte sich Talabani den KDP-Gründern Barzani und Maʿruf angeschlossen. Nach internen Machtkämpfen war er zusammen mit Generalsekretär Ibrahim Ahmed 1964 in den Iran geflohen, dann verbündete er sich 1966 mit dem Regime in Bagdad gegen Barzani. Als Bagdad aber 1970–74 die Aussöhnung mit Barzani suchte, wurde Talabani vorübergehend fallengelassen und kehrte 1971–75 wieder in Barzanis KDP zurück.
Statt der beiden wurde 1974 Marʿuf Vizepräsident, während sich Talabani 1975 mit dem anti-irakischen Regime der syrischen Baath-Partei gegen Bagdad verbündete. Während des Irakisch-Iranischen Krieges kämpfte er noch 1984 mit der Türkei und Saddam Hussein gegen die proiranischen Kurden Barzanis. 1988 aber unterlag er Saddam Husseins Truppen. 1991 schloss er sich daher dem kurdischen Aufstand von Barzani an, der aber 1992 den Ausgleich mit Bagdad und die Vernichtung Talabanis suchte, während Talabani sich 1996 nur dank iranischer Militärhilfe in Sulaimaniyya halten konnte. Im Jahre 1998 unterzeichneten Barzani und Talabani ein Friedensabkommen in Washington.
Ein erneutes Umschwenken 2003 auf die USA brachte ihm schließlich am 5. April 2005 die erwähnte Präsidentschaft ein; seitdem vertrat Talabani eine gegen seinen einstigen Bündnispartner Syrien gerichtete pro-amerikanische Politik.
In seiner Zeit als Staatspräsident des Irak weigerte er sich mit dem Verweis darauf, als Sozialdemokrat gegen die Todesstrafe zu sein, Todesurteile, so gegen Saddam Hussein oder Tariq Aziz, zu unterschreiben.

## Gesundheit
In der Zeit als Präsident hatte Talabani immer wieder gesundheitliche Probleme. 2007 ging er wegen Erschöpfung nach Jordanien und im August 2008 wurde er in den USA am Herzen operiert. Im Sommer 2012 ließ er sich in Deutschland behandeln.
Am 17. Dezember 2012 erlitt er einen Schlaganfall und wurde in ein Krankenhaus in Bagdad eingeliefert. Am 20. Dezember wurde er zur Behandlung in die Charité (Berlin) gebracht. Anderthalb Jahre später kehrte er in den Irak zurück. In den darauffolgenden Jahren reiste er immer wieder zur Behandlung nach Berlin, wo er am 3. Oktober 2017 starb.

## Auszeichnungen
Talabani war Träger des Wisam Al Rafidain-Ordens, der höchsten Auszeichnung des irakischen Staates.